# Muzej Terra Sancta
Muzej Terra Sancta mreža je muzeja kojima upravlja Kustodija Svete zemlje, a nalazi se u Starom gradu Jeruzalema. Vuče korijene iz prvog "Muzeja franjevačkih otaca" otvorenog 1902. za izlaganje rezultata arheoloških istraživanja koja je u Svetoj zemlji proveo Studium Biblicum Franciscanum. Danas uključuje „Muzej Terra Sancta – arheologija“ smješten u svetištu Bičevanja Gospodinova i „Muzej Terra Sancta – umjetnost i povijest“ koji se nalazi u samostanu Svetog Spasitelja.

## Arheologija
Kao nasljednik izvornog muzeja koji je 1902. u Jeruzalemu osnovao kustod Frediano Giannini, ovaj muzej prikazuje povijest Svete zemlje i podrijetlo kršćanstva kroz izložbu nalazā iz iskapanja franjevačkih arheologa sa Studium Biblicum Franciscanum, kao i predmeta doniranih muzeju.
Zbirke muzeja izložene su u tri krila:
- multimedijska izložba "Via Dolorosa" predstavlja multimedijsko iskustvo koje prati više od 2000 godina povijesti Jeruzalema u 15 minuta, smješteno unutar arheološkog lokaliteta koje se tradicionalno identificira kao tvrđava Antonia i Pilatov pretorij.[11]

- "Sallerovo krilo", nazvano po arheologu i prvom ravnatelju muzeja u svetištu Bičevanja Gospodinova fra Sylvesteru Salleru, pruža muzeografsko putovanje usredotočeno na život Isusa Krista, od ostataka od Nazareta do Svetoga groba. Također sadrži zbirku arheoloških pronalazaka od brončanog doba do križarskog razdoblja.[12]

- "Corbovo krilo", nazvano u čast franjevačkom znanstveniku i arheologu fra Virgiliju Corbu, posvećena je političkim institucijama i svakodnevnom životu tijekom novozavjetnog razdoblja, kao i ranom monaškom pokretu u Svetoj zemlji. Na prvom katu izloženi su natpisi, bizantske uljanice, brončane i staklene predmete, egipatsku zbirku i druge artefakte kršćanske, židovske i islamske umjetnosti.[13]

## Umjetnost i povijest
Ovaj je muzej trenutno u izgradnji u samostanu Svetog Spasitelja koji se nalazi u Starom gradu Jeruzalema. Pokretanje ovog projekta službeno je 10. ožujka 2013. najavio fra Pierbattista Pizzaballa, tadašnji kustod Svete zemlje. Radovi na izgradnji muzeja započeli su 2018., a otvaranje za javnost očekuje se 2027. godine.
Umjetnički i povijesni muzej Terra Sancta prikazat će umjetničku i kulturnu baštinu koju čuva Kustodija Svete zemlje od srednjeg vijeka do suvremenog doba. Ove su zbirke prikazane publici diljem svijeta tijekom nekoliko izložbi dok se čeka na otvorenje muzeja, osobito u Francuskoj u palači Versailles 2013. i u Lisabonu u muzeju Calouste Gulbenkian 2023.
Muzejske zbirke bit će izložene u tri krila:
- U dijelu o istočnokršćanskoj umjetnosti bit će izložene ikone, tekstil, nakit i predmeti od sedefa. Ovaj će dio muzeja ilustrirati dubinsku vezu između Kustodije Svete zemlje i lokalnog stanovništva, kao i bogatstvo baštine koja proizlazi iz palestinskog obrtništva.[17]

- U dijelu Povijest i misije Kustodije Svete zemlje bit će izložena zbirka predmeta vezanih uz franjevačku prisutnost u Svetoj zemlji od 13. stoljeća. Na izložbi će biti dragocjeni liturgijski predmeti iz križarskog razdoblja,[18] bogata zbirka instrumenata iz drevne samostanske ljekarne,[19] dokumenti i rukopisi iz arhivā Kustodije Svete zemlje te skup predmeta povezanih uz Red Svetog groba.[20]

- U dijelu "Blago Svetoga groba" prikazat će se donacije koje su tijekom stoljeća brojni katolički vladari dali Kustodiji Svete zemlje. Ova jedinstvena baština sastoji se od umjetničkih djela od srebrnog posuđa, tekstilā[21] i namještaja namijenjenog za korištenje tijekom bogoslužja ili za ukrašavanje vjerskih prostora, koje su poslali vladari kao što su Filip II. od Španjolske, Luj XIV. od Francuske, Ivan V. od Portugala, Karlo VII. od Napulja, i Marija Terezija od Austrije.[22]

## Odabrane izložbe s muzejskim zbirkama
- 1925.: Esposizione Missionaria Vaticana, Vatikan, Rim[23]
- 1992.: Genova nell'Età Barocca, Galleria Nazionale di Palazzo Spinola, Genova, Italija
- 1995.: Die Reise nach Jerusalem, Jüdische Gemeinde zu Berlin, Berlin, Njemačka[24]
- 1997.: The Glory of Byzantium, Metropolitan Museum of Art, New York, SAD[25]
- 1997.: Voir Jérusalem, Pèlerins, Conquérants, Voyageurs, Inalco, Pariz, Francuska[26]
- 1999.: Knights of the Holy Land - The Crusader Kingdom of Jerusalem, The Israel Museum, Jeruzalem[27]
- 2000.: In Terrasanta. Dalla Crociata alla Custodia dei Luoghi Santi, Palazzo Reale, Milan, Italija[28]
- 2003.: Il Medioevo europeo di Jacques Le Goff, Galleria Nazionale, Parma, Italija[29]
- 2005.: Made In Belgium, Bruxelles, Belgija[30]
- 2006.: L'uomo del Rinascimento. Leon Battista Alberti e le Arti a Firenze tra Ragione e Bellezza, Palazzo Strozzi, Firenca, Italija
- 2007.: Dead Sea Scrolls & Birth of Christianity, Seul, Južna Koreja[31]
- 2010.: Une chapelle pour le roi, Château de Versailles, Versailles, Francuska[32]
- 2013.: Trésor du Saint Sépulcre, Château de Versailles, Versailles, Francuska[33]
- 2014.: Barocco dal Santo Sepolcro, Galleria Canesso, Lugano, Švicarska[34]
- 2015.: Hong Kong (Hadavar Yeshiva), Hadavar Yeshiva (for the Nations), New Territories, Hong Kong
- 2015.: L'arte di Francesco, Galleria dell'Accademia, Firenca, Italija[35]
- 2016.: Arte sacra contemporanea, Montevarchi, Italija[36]
- 2016.: Jerusalem 1000–1400. Every people under heaven, Metropolitan Museum of Art, New York, SAD[37]
- 2017.: Faces of Palmira in Aquileia, Archeological National Museum, Aquileia, Italija[38]
- 2017.: Chrétiens d’Orient, 2000 ans d’histoire, Institut du Monde Arabe, Pariz, Francuska[39]
- 2017.: Souffle sur la création, Church of Saint Germain l'Auxerrois, Pariz, Francuska[40]
- 2019.: The Radziwills. History and legacy of the princes, National Museum, Vilnius, Litva[41]
- 2023.: Treasures from Kings: Masterpieces from the Terra Sancta Museum, Museu Calouste Gulbenkian, Lisabon, Portugal[42]
- 2024.: Tesouros de Xerusalén en Santiago. Doazóns reais á Custodia franciscana de Terra Santa, Fundación Cidade da Cultura de Galicia, Santiago de Compostela, Španjolska"[43]
- 2024.: Il Tesoro Di Terrasanta. La bellezza del Sacro: l'Altare dei Medici e i doni dei Re, Museo Marino Marini, Firenca, Italija[44]